# Problème d'identification de Benacerraf
En philosophie des mathématiques, le problème d'identification de Benacerraf est un argument philosophique développé par Paul Benacerraf contre le platonisme ensembliste et publié en 1965 dans un article intitulé What Numbers could not be,. Ce travail a historiquement motivé un développement important du structuralisme mathématique.
Le problème d'identification soutient qu'il existe un problème fondamental dans la réduction des entiers naturels à des ensembles purs (i.e. ensembles dont les éléments sont des ensembles purs). Puisqu'il existe un nombre infini de façons d'identifier les nombres naturels avec des ensembles purs, aucune méthode particulière de la théorie des ensembles ne peut être déterminée comme la « vraie » réduction. Benacerraf en déduit que toute tentative de réduction aboutit à une représentation erronée de la théorie des ensembles, par rapport à d'autres théories des ensembles élémentairement équivalentes et non identiques à celle choisie. Le problème d'identification soutient que cela crée un problème fondamental concernant le platonisme, qui soutient que les objets mathématiques ont une existence réelle et abstraite. Le dilemme de Benacerraf concernant la théorie platonicienne des ensembles décrit comme impossible la tentative d'identifier la « vraie » réduction des entiers naturels aux ensembles purs, comme révélant les propriétés intrinsèques de ces objets mathématiques abstraite. En conséquence, le problème d'identification soutient finalement que la relation de la théorie des ensembles aux entiers naturels ne peut pas avoir une nature ontologiquement platonicienne.

## Motivations historiques
La motivation historique du développement du problème d'identification de Benacerraf découle d'un problème fondamental d'ontologie. Depuis l'époque médiévale, les philosophes se demandent si l'ontologie des mathématiques contient des objets abstraits. En philosophie des mathématiques, un objet abstrait est traditionnellement défini comme une entité qui : (1) existe indépendamment de l'esprit ; (2) existe indépendamment du monde empirique ; et (3) a des propriétés éternelles et immuables. Le platonisme mathématique traditionnel tient pour abstrait certains ensembles d'éléments mathématiques usuels tels que les entiers naturels, nombres réels, fonctions, relations, ou les systèmes. Au contraire, le nominalisme mathématique nie l'existence de tels objets abstraits dans l'ontologie des mathématiques.
À la fin du XIXe et au début du XXe siècle, un certain nombre de programmes anti-platoniciens ont gagné en popularité, comme l'intuitionnisme, le formalisme et le prédicativisme. Au milieu du XXe siècle, cependant, ces dernières avaient générés un certain nombre de paradoxes internes. Cela a entraîné par la suite un regain d'intérêt pour le platonisme. C'est dans ce contexte historique que se sont développées les motivations du problème d'identification.

## La description
Le problème d'identification commence par la mise en évidence d'un ensemble de modèles théoriques des ensembles élémentairement équivalents des naturels. Benacerraf considère deux de ces méthodes de théorie des ensembles :
Méthode des ensembles I (utilisant les ordinaux de Zermelo)
0 = ∅
1 = {0} = {∅}
2 = {1} = {{∅}}
3 = {2} = {{{∅}}}
. . .
Méthode des ensembles II (en utilisant les ordinaux de von Neumann)
0 = ∅
1 = {0} = {∅}
 2 = {0, 1} = {∅, {∅}}
 3 = {0, 1, 2} = {∅, {∅}, {∅, {∅}}}
. . .
Comme le démontre Benacerraf, les méthodes I et II sont des réductions des entiers naturels aux ensembles. Benacerraf formule le dilemme sous la forme d'une question : laquelle de ces méthodes ensemblistes élucide la véritable nature ontologique des entiers naturels ? Dans leur relation, les éléments de tels systèmes mathématiques sont isomorphes dans leur structure. Cependant, le problème se pose lorsque ces structures isomorphes sont liées entre elles à un niveau supérieur. Les définitions et les énoncés arithmétiques du système I ne sont pas identiques aux définitions et énoncés arithmétiques du système II. Par exemple, les deux systèmes diffèrent dans leur réponse à savoir si 1 ∈ 3, dans la mesure où {∅} n'est pas un élément de {{{∅}}}. En essayant de réduire les entiers naturels aux ensembles, le choix importe quant à la détermination ontologique de ces entiers. C'est l'essence du problème d'identification.
Cet argument est utilisé pour démontrer l'impossibilité pour le platonisme de réduire les nombres à des ensembles et de révéler ainsi l'existence d'objets abstraits.